# Ceratiidae
I Ceratiidae sono una famiglia di pesci ossei abissali dell'ordine Lophiiformes.

## Distribuzione e habitat
Questi pesci vivono in tutti gli oceani (sono però assenti dal mar Mediterraneo) in acque molto profonde, fino a 4500 m.

## Descrizione

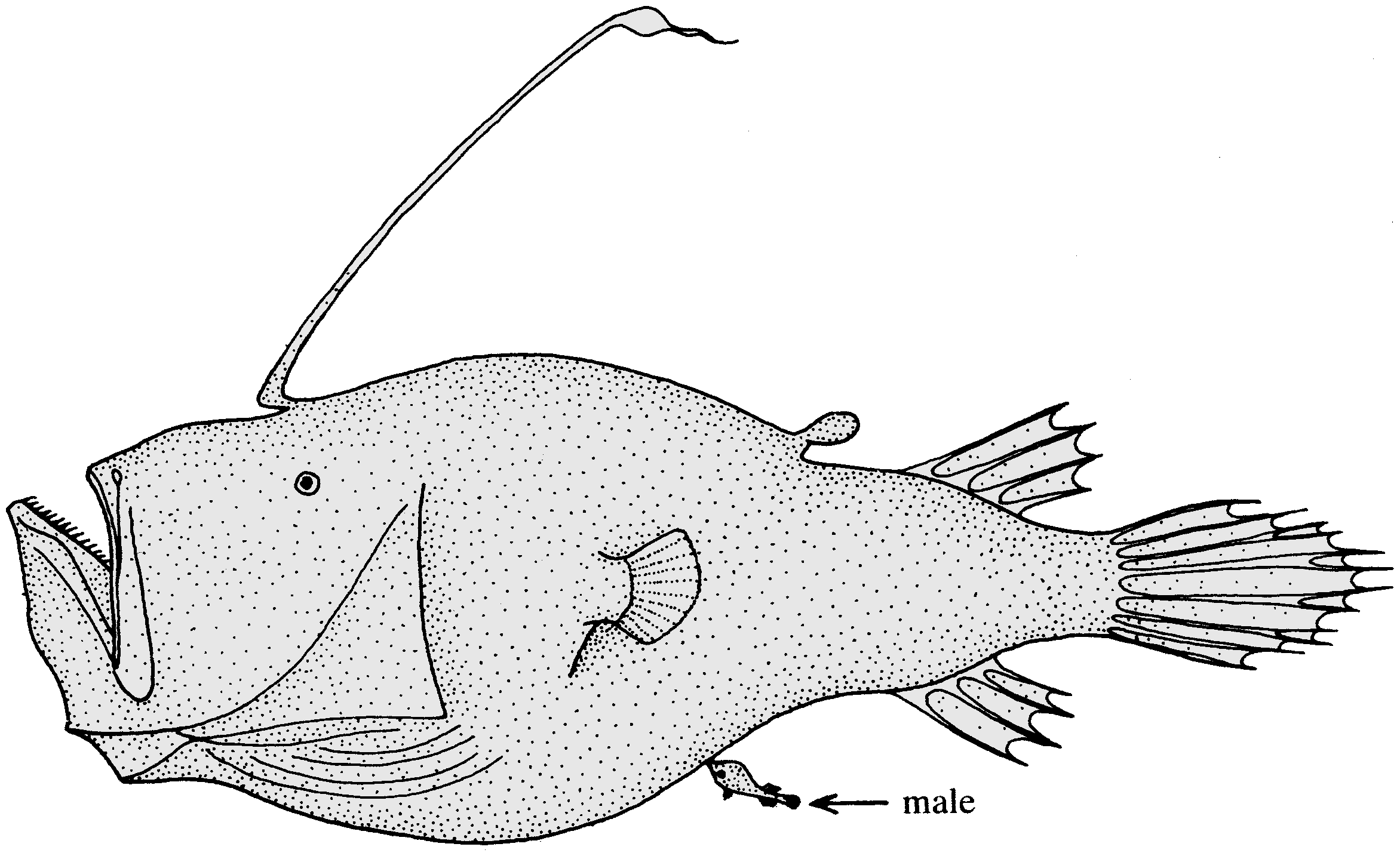
Dimorfismo sessuale in Cryptopsaras couesii: notare il maschio attaccato al ventre, indicato dalla freccia.

Stretti parenti dei più noti melanoceti come il Melanocetus johnsonii, si differenziano da questi per le dimensioni e peso maggiori (fino a un metro di lunghezza e 50 kg) e la conformazione della coda, a forma di ventaglio.Inoltre le pinne pettorali sono molto piccole e l'esca luminosa è penzolante, non verticale. La bocca è praticamente verticale.

## Alimentazione
Sono predatori che si cibano di altri pesci che vengono attratti dall'esca luminosa (illicio).

## Riproduzione
Come la maggior parte dei lofiformi abissali, c'è uno spiccato dimorfismo sessuale: la femmina, grande e provvista di un'enorme testa, ospita il maschio, molto piccolo e privo di esca, che vive come un parassita sulla compagna. Quando ancora è un avannotto esso ricerca una femmina ed avviene una fusione dei sistemi circolatori dei due individui. Le larve sono pelagiche; le uova sono deposte in nastri mucosi.

## Tassonomia

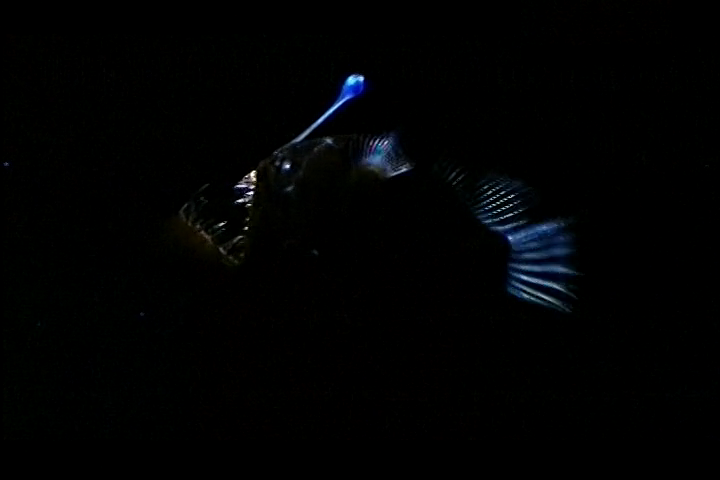
Cryptopsaras couesii fotografato in luce naturale nel buio degli abissi

Comprende i seguenti generi e specie:
- Genere Ceratias
  - Ceratias holboelli Krøyer, 1845
  - Ceratias tentaculatus (Norman, 1930)
  - Ceratias uranoscopus Murray, 1877
- Genere Cryptopsaras
  - Cryptopsaras couesii Gill, 1883